# Kelkheim
Kelkheim (também conhecida localmente como K-Town) é uma cidade na Principal-Taunus-Kreis distrito no estado de Hessen, Alemanha. Kelkheim está localizado a cerca de 10 km a oeste de Frankfurt. Wiesbaden, a capital do estado de Hesse, é de cerca de 25 km de distância, enquanto o Mainz, capital do estado da Renânia-Palatinado, é de cerca de 30 km de distância. Kelkheim está subdividido em seis bairros Kelkheim-Mitte, em Münster, Hornau, Fischbach, Ruppertshain e Eppenhain.